# Edward Hopper
Edward Hopper, ameriški slikar in grafik, * 22. julij 1882, Nyack, New York, Združene države Amerike, † 15. maj 1967, New York.
Je eden najbolj priznanih ameriških umetnikov in znan po svoji spretnosti pri zajemanju ameriškega življenja in pokrajine skozi svojo umetnost.
Hopperjevo delo, ki zajema oljne slike, akvarele in jedkanice, pretežno raziskuje teme osamljenosti in izolacije v ameriških mestnih in podeželskih okoljih. Njegova najbolj znana slika, Ponočnjaki (Nighthawks 1942), pooseblja njegovo zanimanje za tihe, introspektivne trenutke vsakdanjega življenja. Kljub počasnemu začetku je Hopper do leta 1920 dosegel pomembno priznanje, njegovo delo pa je postalo stalnica v večjih ameriških muzejih. Hopperjeva tehnika, ki jo zaznamuje kompozicija oblike in uporaba svetlobe za vzbujanje razpoloženja, je vplivala na svet umetnosti in popularno kulturo. Njegove slike, ki so pogosto postavljene v arhitekturno pokrajino New Yorka ali spokojna okolja Nove Anglije, izražajo občutek pripovedne globine in čustvene resonance, zaradi česar je osrednja osebnost ameriškega realizma. Hopper je ustvaril umirjeno dramo iz običajnih tem, prepletenih s poetičnim pomenom, ki vabi k pripovednim interpretacijam. Hvalili so ga zaradi »popolne resničnosti« v Ameriki, ki jo je upodobil.

## Življenjepis

### Zgodnje življenje
Edward Hopper se je rodil 22. julija 1882 v vasi Nyack, centru za izdelavo jaht na reki Hudson severno od New Yorka, kot drugi otrok očetu Garret Henry Hopperju, trgovcu s suho robo in materi Elizabeth Griffiths Smith Hopper oba nizozemskega rodu. Čeprav ni bil tako uspešen kot njegovi predniki, je Garret dobro poskrbel za svoja dva otroka s precejšnjo pomočjo ženine dediščine. Upokojil se je pri devetinštiridesetih letih. Edward in njegova sestra Marion sta obiskovala zasebne in javne šole. Vzgojena sta bila v strogem baptističnem domu. Njegov oče je bil blage narave in v gospodinjstvu so prevladovale ženske: Hopperjeva mati, babica, sestra in služkinja.
Njegova rojstna hiša in dom otroštva je bil leta 2000 uvrščen v nacionalni register zgodovinskih krajev. Zdaj deluje kot Edward Hopper House Museum & Study Center, ki služi kot neprofitni skupnostni kulturni center z razstavami, delavnicami, predavanji, predstavami, in posebni dogodki.
Hopper je bil v osnovni šoli dober učenec in pri petih letih je bil njegov talent za risanje že očiten. Brez težav je vsrkal očetova intelektualna nagnjenja in ljubezen do francoske in ruske kulture. Prikazal je tudi materino umetniško dediščino. Hopperjevi starši so spodbujali njegovo umetnost in ga izdatno oskrbovali z gradivi, revijami z navodili in ilustriranimi knjigami.
Hopper je svoje risbe prvič začel podpisovati in datirati pri 10 letih. Med najzgodnejšimi od teh risb so skice geometrijskih oblik, vaze, sklede, skodelice in škatel z ogljem. Podrobno preučevanje svetlobe in sence, ki se je nadaljevalo skozi njegovo kariero, je vidno že v teh zgodnjih delih. V najstniških letih je delal s peresom in črnilom, ogljem, akvarelom in oljem – risal je iz narave, obenem pa ustvarjal politične karikature. Leta 1895 je ustvaril svojo prvo podpisano oljno sliko Rowboat in Rocky Cove, ki jo je kopiral iz reprodukcije v The Art Interchange, priljubljeni reviji za amaterske umetnike. Hopperjeva druga najzgodnejša olja, kot sta Stari ledeni ribnik v Nyacku in njegova slika Ladje iz leta 1898, so bila prepoznana kot kopije slik umetnikov, med drugim Brucea Cranea in Edwarda Morana.
V svojih zgodnjih avtoportretih se je Hopper po navadi predstavljal kot suh, neljubek in domač. Čeprav je bil visok in tih najstnik, se je njegov nagajiv smisel za humor odražal v njegovi umetnosti, včasih v upodobitvah priseljencev ali žensk, ki dominirajo nad moškimi v komičnih situacijah. Kasneje v življenju je na svojih slikah večinoma upodabljal ženske kot figure. V srednji šoli (leta 1899 je maturiral na srednji šoli Nyack) je izrezoval lesene modele jadrnic in bark ter sanjal o tem, da bi postal pomorski arhitekt, vendar je po diplomi izjavil, da namerava nadaljevati kariero v umetnosti. Hopperjevi starši so vztrajali, da mora študirati komercialno umetnost, da bi imel zanesljiv način zaslužka. Pri razvoju svoje samopodobe in individualistične življenjske filozofije so na Hopperja vplivala pisanja Ralpha Walda Emersona. Kasneje je rekel: »Zelo ga občudujem ... Berem ga znova in znova.«
Hopper je začel študij umetnosti z dopisnim tečajem leta 1899. Od 1900 pa do 1906 je študiral na New York School of Art (Chase School), predhodnico Parsons School of Design, ilustracijo pri Frank Vincent Dumond-u in Arthur Kellerju, kot tudi slikarstvo pri William Merritt Chaseu, Kenneth Hayes Millerju in Robert Henriju. Že zgodaj je Hopper oblikoval svoj slog po Chaseju in francoskih impresionističnih mojstrih Édouardu Manetu in Edgarju Degasu. Skiciranje iz živih modelov pa se je izkazalo za zahtevno in nekoliko šokantno za konservativno vzgojenega Hopperja.
Še en njegov učitelj, umetnik Robert Henri, je poučeval razred življenja. Henri je spodbujal svoje študente, naj s svojo umetnostjo »naredijo razburjenje v svetu«. Svojim učencem je tudi svetoval: »Ne šteje tema, ampak tisto, kar čutite ob njej« in »Pozabite na umetnost in slikajte tisto, kar vas zanima v življenju«. Na ta način je Henri vplival na Hopperja, kot tudi bodoča umetnika Georgea Bellowsa in Rockwella Kenta. Spodbujal jih je, naj svoje delo prepojijo s sodobnim duhom. Nekateri umetniki v Henrijevem krogu, vključno z Johnom Sloanom, so postali člani Osmerice, znane tudi kot šola ameriške umetnosti Ashcan. Hopperjeva prva ohranjena oljna slika, ki namiguje na njegovo uporabo notranjosti kot teme, je bila Samotna figura v gledališču (ok. 1904). V študentskih letih je naslikal tudi na desetine aktov, tihožitij, krajin in portretov, vključno z avtoportreti.
Od leta 1905 je Hopper delal kot ilustrator za reklamne agencije, delo, ki ga je opravljal še naslednjih 20 let zaradi finančnih razlogov in ki je vplivalo na njegovo slikarsko ustvarjanje. 
V letih 1906, 1907 in 1909 je potoval po Evropi in je med drugim obiskal Pariz, London, Bruselj, Amsterdam in Berlin. Pravzaprav je večinoma delal sam in zdelo se je, da ga novi tokovi v umetnosti večinoma niso prizadeli. Kasneje je rekel, da se »sploh ne spomni, da bi slišal za Picassa«. Nanj je naredil velik vtis Rembrandt, še posebej njegova Nočna straža, za katero je rekel, da je »najčudovitejša stvar, kar sem jih videl; v njeno resničnost ni več verjeti.«
Hopper je začel slikati urbane in arhitekturne prizore v temni paleti. Nato je prešel k svetlejšim odtenkom impresionistov, preden se je vrnil k temnejši paleti, ki mu je najbolj ustrezala. Kasneje je rekel: »To sem prebolel in stvari, ki so bile pozneje narejene v Parizu, so bile bolj stvari, kot jih počnem zdaj.« Hopper je večino svojega časa porabil za risanje uličnih in kavarniških prizorov ter obiskovanje gledališča in opere. Za razliko od mnogih njegovih sodobnikov, ki so posnemali abstraktne kubistične poskuse, je Hopperja privlačila realistična umetnost. Kasneje je trdil, da ni bilo veliko evropskih vplivov razen Rembrandta, Goye in francoskega graverja Charlesa Meryona, čigar muhaste pariške prizore je Hopper posnemal.

### Leta boja
Po vrnitvi s svojega zadnjega evropskega potovanja je Hopper najel studio v New Yorku, kjer se je trudil definirati svoj slog. Nerad se je vrnil k ilustraciji, da bi se preživljal. Kot samostojni podjetnik je bil Hopper prisiljen iskati projekte in je moral trkati na vrata revij in agencijskih pisarn, da bi našel posel. Njegovo slikarstvo je omahnilo: »Težko se odločim, kaj bi rad naslikal. Včasih nekaj mesecev ne najdem. Prihaja počasi.« Njegov kolega ilustrator Walter Tittle je opisal Hopperjevo depresivno čustveno stanje bolj ostro, ko je videl njegovo prijatelj »trpi ... zaradi dolgih obdobij nepremagljive inertnosti, cele dneve sedi pred svojim stojalom v nemočni nesreči in ne more dvigniti roke, da bi prekinil urok.«
Od 22. februarja do 5. marca 1912 je bil vključen v razstavo The Independents, skupine umetnikov na pobudo Roberta Henrija, vendar ni dosegel nobene prodaje.
Leta 1912 je Hopper odpotoval v Gloucester v Massachusettsu, da bi poiskal nekaj navdiha in naredil svoje prve slike na prostem v Ameriki. Naslikal je Squam Light, prvo od številnih slik svetilnikov, ki bodo še prišla.
1913 se je udeležil Armory Show v New York City-u, kjer je prodal svojo prvo sliko Jadranje (1911) za 250 ameriških dolarjev ameriškemu poslovnežu Thomasu F. Vietorju, ki jo je naslikal čez prejšnji avtoportret. Hopper je imel enaintrideset let in čeprav je upal, da bo njegova prva prodaja v kratkem vodila do drugih, se njegova kariera ne bo prijela še mnogo let. Še naprej je sodeloval na skupinskih razstavah na manjših prizoriščih, kot je MacDowell Club v New Yorku. Kmalu po očetovi smrti istega leta se je Hopper preselil v stanovanje 3 Washington Square North v predelu Greenwich Village na Manhattnu, kjer bo živel do konca svojega življenja.
Naslednje leto je prejel naročilo, da ustvari nekaj filmskih plakatov in skrbi za reklamo za filmsko družbo. Čeprav mu ni bilo všeč ilustriranje, je bil Hopper vse življenje privrženec filma in gledališča, ki ju je obravnaval kot tema svojih slik. Vsaka oblika je vplivala na njegove kompozicijske metode.
V slepi ulici zaradi svojih oljnih slik se je Hopper leta 1915 obrnil k jedkanju. Do leta 1923 je ustvaril večino svojih približno 70 del v tem mediju, veliko urbanih prizorov Pariza in New Yorka. Izdelal je tudi nekaj plakatov za vojne napore in nadaljeval z občasnimi komercialnimi projekti. Ko je lahko, je Hopper med obiski v Novi Angliji naredil nekaj oljnih slik na prostem, zlasti na umetniških kolonijah v Ogunquitu in na otoku Monhegan.
V zgodnjih 1920-ih so njegove jedkanice začele prejemati javno priznanje. Izražale so nekatere njegove kasnejše teme, kot so Noč na vlaku El Train (pari v tišini), Večerni veter (samotna ženska) in Mačji čoln (preprost navtični prizor). Dve pomembni oljni sliki tega časa sta bili Newyorški interier (1921 ) in Newyorški restavracija (1922 ). Naslikal je tudi dve od svojih številnih 'okenskih' slik, ki prihajajo: Dekle za šivalnim strojem in Notranjost v mesečini, ki prikazujeta figuro (oblečeno ali golo) blizu okna stanovanja, ki gleda ven ali z vidika iz zunanji pogled noter.
Čeprav so bila to frustrirajoča leta, je Hopper pridobil nekaj priznanj. Leta 1918 je Hopper prejel nagrado U.S. Shipping Board za svoj vojni plakat Smash the Hun. Sodeloval je na treh razstavah: leta 1917 z Društvom neodvisnih umetnikov, januarja 1920 (samostojna razstava v klubu Whitney Studio Club, ki je bil predhodnik Whitneyskega muzeja) in leta 1922 (ponovno s klubom Whitney Studio Club). Leta 1923 je Hopper za svoje jedkanice prejel dve nagradi: Loganovo nagrado čikaškega društva jedkarjev in nagrado W. A. Bryana.

### Poroka in preboj
Do leta 1923 je Hopperjev počasen vzpon končno dočakal preboj. Med poletnim slikarskim potovanjem v Gloucestru v Massachusettsu je ponovno srečal Josephine Nivison, umetnico in nekdanjo študentko Roberta Henrija. Bila sta si nasprotji: ona je bila nizka, odprta, družabna in liberalna, medtem ko je bil on visok, skrivnosten, sramežljiv, tih, introspektiven in konzervativen. Z Joino spodbudo se je Hopper obrnil na medij akvarela in ustvaril številne prizore Gloucestra. Leto pozneje sta se poročila z umetnikom Guyem Pène du Boisom kot njunim najboljšim prijateljem. Nivison je nekoč pripomnil: »Včasih je pogovor z Eddiejem tako kot padec kamna v vodnjak, le da ne trešči, ko pade na dno.« Svojo kariero je podredila njegovi in delila njegov samotarski življenjski slog. Preostanek njunih življenj se je vrtel okoli njunega brezplačnega stanovanja v mestu in njunih poletij v južnem Truru na Cape Codu. Vodila je njegovo kariero in njegove intervjuje, bila je njegov glavni model in bila njegova življenjska spremljevalka.
Z Nivisonovo pomočjo je bilo leta 1923 šest Hopperjevih akvarelov Gloucestra sprejetih na razstavo v Brooklynskem muzeju. Enega od njih, Mansardno streho, je muzej kupil za svojo stalno zbirko za 100 $. Kritiki so bili na splošno navdušeni nad njegovim delom; eden je izjavil: »Kakšna vitalnost, sila in neposrednost! Opazujte, kaj je mogoče narediti z najbolj domačo temo.« Hopper je naslednje leto prodal vse svoje akvarele na samostojni razstavi in se končno odločil, da bo ilustracijo pustil za sabo.
Umetnik je pokazal svojo sposobnost prenosa svoje privlačnosti do pariške arhitekture v ameriško mestno in podeželsko arhitekturo. Kot je povedala kustosinja Bostonskega muzeja lepih umetnosti Carol Troyen, »je bilo Hopperju zelo všeč, kako te hiše s svojimi stolpiči in stolpi, verandami in mansardnimi strehami ter okraski mečejo čudovite sence. Hopper je vedno rekel, da je njegova najljubša stvar slikanje sončne svetlobe ob strani hišo.«
Pri enainštiridesetih je Hopper prejel dodatno priznanje za svoje delo. Še naprej je gojil zagrenjenost glede svoje kariere, kasneje pa je zavrnil nastope in nagrade. S svojo finančno stabilnostjo, zagotovljeno s stalno prodajo, je Hopper živel preprosto, stabilno življenje in še štiri desetletja ustvarjal umetnost v svojem osebnem slogu.
Njegova Two on the Aisle (1927) je bila prodana za osebni rekord 1500 $, kar je Hopperju omogočilo nakup avtomobila, s katerim se je odpravljal na izlete v oddaljena področja Nove Anglije. Leta 1929 je produciral Chop Suey in Railroad Sunset. Naslednje leto je umetniški mecen Stephen Clark podaril Hišo ob železnici (1925) Muzeju moderne umetnosti, prvo oljno sliko, ki jo je pridobil za svojo zbirko. Hopper je svoj zadnji avtoportret naslikal leta 1930 v olju okoli. Čeprav je Josephine pozirala za veliko njegovih slik, je sedela le pri enem formalnem oljnem portretu svojega moža, Jo Painting (1936).
Hopperju je šlo bolje kot mnogim drugim umetnikom med veliko gospodarsko krizo. Njegov ugled se je močno povečal leta 1931, ko so veliki muzeji, vključno z Whitneyjskim muzejem ameriške umetnosti in Metropolitanskim muzejem umetnosti, plačali na tisoče dolarjev za njegova dela. Tistega leta je prodal 30 slik, vključno s 13 akvareli. Naslednje leto je sodeloval na prvem Whitneyskem bienalu in nadaljeval z razstavljanjem na vsakem naslednjem v muzeju do konca svojega življenja. Leta 1933 je Muzej moderne umetnosti dal Hopperju njegovo prvo obsežno retrospektivo.
Leta 1930 sta Hopperjeva najela kočo v South Truru na Cape Codu. Vračala sta se vsako poletje do konca življenja in tam leta 1934 zgradila poletno hišo. Od tam sta se z vozilom odpravila na druga področja, ko je Hopper moral iskati svež material za slikanje. Poleti 1937 in 1938 je par preživel daljša bivanja na kmetiji Wagon Wheels Farm v South Royaltonu v Vermontu, kjer je Hopper naslikal serijo akvarelov ob reki White River. Ti prizori so netipični med Hopperjevimi zrelimi deli, saj gre večinoma za »čiste« krajine, brez arhitekture ali človeških figur. First Branch of the White River (1938), zdaj v Muzeju lepih umetnosti v Bostonu, je najbolj znana Hopperjeva pokrajina v Vermontu.[55]
Hopper je bil v 30. in zgodnjih 40. letih 20. stoletja zelo produktiven, saj je produciral med številnimi pomembnimi deli Newyorški kino (1939), Girlie Show (1941), Ponočnjaki (1942), Hotelski lobi (1943) in Morning in a City (1944). V poznih 1940-ih pa je preživel obdobje relativne nedejavnosti. Priznal je: »Želim si, da bi lahko več slikal. Naveličam se branja in obiskovanja kina.« V naslednjih dveh desetletjih se je njegovo zdravje skrhalo, imel je več operacij prostate in druge zdravstvene težave. Vendar pa je v 1950-ih in zgodnjih 1960-ih ustvaril več večjih del, vključno s First Row Orchestra (1951); pa tudi Morning Sun in Hotel ob železnici, oba leta 1952; in Odmor leta 1963.
Leta 1966 je Hopper prejel medaljo Edwarda MacDowella s strani The MacDowell Colony za izjemne prispevke k ameriški kulturi.

### Smrt
Hopper je umrl naravne smrti v svojem studiu blizu trga Washington Square v New Yorku 15. maja 1967. Dva dni pozneje je bil pokopan na družinski parceli na pokopališču Oak Hill v Nyacku v New Yorku, kjer se je rodil. Njegova žena je umrla deset mesecev kasneje in je pokopana z njim.
Žena Edwarda Hopperja, Josephine, je njuno skupno zbirko več kot tri tisoč kosov zapustila Whitneyjevem muzeju. Arthayer Sanborn, baptistični duhovnik, ki je pogosto obiskoval njihov dom, da bi skrbel za Edwardovo sestro Marion, je dobil v posest tristo Hopperjevih risb in slik. Umetnostna zgodovinarka Gail Levin je poudarila, da medtem ko ima Whitneyjev muzej obsežno dokumentacijo o tem, kako je Josephine razdelila dela njunega para, slike, pridobljene od Sanborna, nimajo izvora, kar dokazuje, da je družina prostovoljno podarila nabor kosov, o katerih je Sanborn poročal, da jih je našel na njihovem podstrešju. Muzej moderne umetnosti v New Yorku, umetniški center Des Moines in umetniški inštitut v Chicagu imajo pomembne zbirke Hopperjevih slik.

## Umetnost

### Osebnost in vizija
Ker je Hopper vedno nerad razpravljal o sebi in svoji umetnosti, je preprosto rekel: »Celoten odgovor je tam na platnu.« Hopper je bil stoičen in fatalist – tih vase zaprt človek z nežnim smislom za humor in odkritim načinom. Bil je nekdo, ki ga je pritegnil simboličen, antinarativni simbolizem, ki je »slikal kratke osamljene trenutke konfiguracije, nasičene s sugestijo«. Njegovi tihi prostori in nelagodna srečanja se nas »dotaknejo tam, kjer smo najbolj ranljivi« in imajo »namig na melanholijo, ki se uprizarja«. Njegov občutek za barvo ga je razkril kot čistega slikarja, ko je »predelal puritanca v purista, v svojih tihih platnih, kjer so madeži in blagoslovi ravnovesja«.ref>"The Silent Witness", Time, December 24, 1956</ref> Po mnenju kritika Lloyda Goodricha je bil »izjemno domač slikar, ki je bolj kot kateri koli drug v svoja platna vnesel več ameriške kakovosti«.
Konservativen v politiki in družbenih zadevah (Hopper je na primer trdil, da bi morali »življenja umetnikov pisati ljudje, ki so jim zelo blizu«) je sprejel stvari takšne, kot so bile in pokazal pomanjkanje idealizma. Kulturen in prefinjen, bil je načitan in veliko njegovih slik prikazuje figure, ki berejo. Na splošno je bil dobra družba in tišina ga ni motila, čeprav je bil včasih molčeč, čemeren ali odmaknjen. Vedno je bil resen glede svoje umetnosti in umetnosti drugih in ko so ga vprašali, je odgovoril z odkritimi mnenji.
Hopperjeva najbolj sistematična izjava o njegovi filozofiji umetnika je bila podana v ročno napisanem zapisu z naslovom Izjava, ki je bil leta 1953 predložen reviji Reality:
Velika umetnost je zunanji izraz notranjega življenja umetnika, rezultat tega notranjega življenja pa bo njegova osebna vizija sveta. Nobena spretna invencija ne more nadomestiti bistvenega elementa domišljije. Ena od slabosti večine abstraktnega slikarstva je poskus zamenjave iznajdb človeškega intelekta za zasebno domišljijsko zasnovo.
Notranje življenje človeka je obsežno in raznoliko področje in se ne ukvarja samo s spodbudnimi ureditvami barv, oblik in oblikovanja.
Izraza življenje, ki se uporablja v umetnosti, je nekaj, česar ne gre prezirati, saj implicira ves obstoj in področje umetnosti je, da se nanj odzove in se mu ne izogiba.
Slikarstvo se bo moralo bolj celovito in manj poševno ukvarjati z življenjem in pojavi narave, preden bo spet lahko postalo veliko.

Čeprav je Hopper trdil, da v svoje slike ni zavestno vdelal psihološkega pomena, sta ga zelo zanimala Freud in moč podzavesti. Leta 1939 je zapisal: »Toliko vsake umetnosti je izraz podzavesti, da se mi zdi, da so pomembne lastnosti večinoma nezavedne, zavestni intelekt pa malo pomembne.«

### Metode
Čeprav je najbolj znan po svojih oljnih slikah, je Hopper sprva dosegel priznanje s svojimi akvareli, izdelal pa je tudi nekaj komercialno uspešnih jedkanic. Poleg tega njegovi zvezki vsebujejo visokokakovostne skice s peresom in svinčnikom, ki nikoli niso bile namenjene javnemu ogledu.
Hopper je posebno pozornost posvetil geometrijskemu oblikovanju in skrbni postavitvi človeških figur v pravilnem ravnovesju z njihovim okoljem. Bil je počasen in metodičen umetnik; kot je zapisal: »Potrebujem veliko časa, da se porodi ideja. Potem moram o njej dolgo razmišljati. Ne začnem slikati, dokler nimam vsega v mislih. ko pridem do stojala.« Pogosto je delal pripravljalne skice, da bi izdelal svoje skrbno izračunane kompozicije. On in njegova žena sta vodila podrobno knjigo svojih del, v kateri so bili zabeleženi predmeti, kot so žalosten obraz ženske, ki ni osvetljen, električna luč s stropa in hladilnik za stegna.
Za Newyorški kino (1939) Hopper pokaže svoje temeljite priprave z več kot 53 skicami notranjosti gledališča in figuro zamišljenega vratarja.
Učinkovita uporaba svetlobe in sence za ustvarjanje razpoloženja je prav tako osrednjega pomena za Hopperjeve metode. Svetla sončna svetloba (kot simbol vpogleda ali razodetja) in sence, ki jih meče, igrajo v Hopperjevih slikah tudi simbolično močno vlogo, kot so Early Sunday Morning (1930), Summertime (1943), Seven A.M. (1948) in Sonce v prazni sobi (1963). Njegovo uporabo svetlobnih in senčnih učinkov primerjajo s kinematografijo film noir.
Čeprav je slikar realist, je Hopperjev 'mehki' realizem poenostavil oblike in podrobnosti. Za povečanje kontrasta in ustvarjanje razpoloženja je uporabil nasičene barve.

### Predmeti in teme
Hopper je svoje teme črpal iz dveh primarnih virov: enega, skupnih značilnosti ameriškega življenja (bencinske črpalke, moteli, restavracije, gledališča, železnice in ulični prizori) in njegovih prebivalcev; in drugega, morske in podeželske krajine. Kar zadeva njegov slog, se je opredelil kot »zmes mnogih ras« in ne kot pripadnik nobene šole, še posebej Ashcan School. Ko je Hopper dosegel svoj zrel slog, je njegova umetnost ostala dosledna in samozadostna, kljub številnim umetniškim trendom, ki so prihajali in odhajali v njegovi dolgi karieri.
Hopperjeve morske pokrajine spadajo v tri glavne skupine: čiste pokrajine skal, morja in trave na plaži, svetilniki in kmečke hiše in jadrnice. Včasih je te elemente združil. Večina teh slik prikazuje močno svetlobo in lepo vreme; malo zanimanja je pokazal za prizore snega ali dežja ali za sezonske spremembe barv. Večino čistih morskih krajin je naslikal v obdobju med letoma 1916 in 1919 na otoku Monhegan. Hopperjeva The Long Leg (1935) je skoraj povsem modra jadralska slika z najpreprostejšimi elementi, medtem ko je njegova Val (1939) bolj zapletena in prikazuje skupino mladih na jadranju, tema, ki spominja na ikonično Breezing Up (A Fair Wind) Winslowa Homerja (1876).
Tudi mestna arhitektura in mestne pokrajine so bile glavne teme za Hopperja. Navdušen je bil nad ameriško urbano sceno, »našo domačo arhitekturo s svojo ostudno lepoto, njenimi fantastičnimi strehami, psevdogotskimi, francoskimi mansardami, kolonialnimi mešanicami, z vpadljivo barvo ali nežnimi harmonijami obledelih barv, drug drugega z rameni po neskončnih ulicah, ki se zožijo v močvirje ali kupe smetišč.«
Leta 1925 je naslikal Hišo ob železnici. To klasično delo prikazuje osamljeno viktorijansko leseno graščino, delno zakrito z dvignjenim nasipom železnice. Zaznamovala je Hopperjevo umetniško zrelost. Lloyd Goodrich je delo pohvalil kot »enega najbolj pretresljivih in osupljivih del realizma.« Delo je prvo v nizu podeželskih in urbanih prizorov, ki uporablja ostre linije in velike oblike, igra z nenavadno osvetlitvijo, da bi ujel osamljeno razpoloženje svojih subjektov. Čeprav kritiki in gledalci razlagajo pomen in razpoloženje v teh mestnih krajinah, je Hopper vztrajal: »Bolj me je zanimala sončna svetloba na zgradbah in figurah kot kakršna koli simbolika.«  Kot da bi to dokazal, je njegova pozna slika Sonce v prazni sobi (1963) je čista študija sončne svetlobe.
Večina Hopperjevih slik s figurami se osredotoča na subtilno interakcijo ljudi z njihovim okoljem – ki jo izvajajo samostojne figure, pari ali skupine. Njegove primarne čustvene teme so samota, osamljenost, obžalovanje, dolgčas in resignacija. Čustva izraža v različnih okoljih, tudi v pisarni, na javnih mestih, v stanovanjih, na cesti ali na počitnicah. Kot da bi ustvarjal fotografije za film ali mizo v predstavi, je Hopper postavil svoje like, kot da bi bili ujeti tik pred ali tik po vrhuncu prizora.
Hopperjeve samotne figure so večinoma ženske – oblečene, napol oblečene in gole – pogosto berejo ali gledajo skozi okno ali na delovnem mestu. V zgodnjih 1920-ih je Hopper naslikal svoje prve takšne podobe: Dekle pri šivalnem stroju (1921), Newyorški interier (še ena ženska šiva) (1921) in Notranjost v mesečini (gola, ki gre v posteljo) (1923). Avtomat (1927) in Hotelska soba (1931) pa sta bolj reprezentativna za njegov zrel slog, saj bolj odkrito poudarjata samoto.
V sliki Pisarna ponoči (1940), drugi sliki 'para', Hopper ustvari psihološko uganko. Slika prikazuje moškega, ki se osredotoča na svoje delovne papirje, v bližini pa njegova privlačna tajnica vleče datoteko. Več študij za sliko kaže, kako je Hopper eksperimentiral s postavitvijo obeh figur, morda zato, da bi povečal erotičnost in napetost. Hopper gledalcu predstavi možnosti, da moškega resnično ne zanima privlačnost ženske ali pa se trudi, da bi jo ignoriral. Drug zanimiv vidik slike je, kako Hopper uporablja tri svetlobne vire, od namizne svetilke, skozi okno in indirektno svetlobo od zgoraj. Hopper je naslikal več 'pisarniških' slik, vendar nobene druge s čutnim podtonom.
Najbolj znana Hopperjeva slika, Nighthawks (1942), je ena od njegovih slik skupin. Prikazuje stranke, ki sedijo za pultom celonočne restavracije. Oblike in diagonale so skrbno izdelane. Pogled je filmski - s pločnika, kot da bi se gledalec približal restavraciji. Močna električna svetloba restavracije jo loči od temne noči zunaj, izboljša razpoloženje in subtilna čustva. Kot pri mnogih Hopperjevih slikah je interakcija minimalna. Upodobljeno restavracijo je navdihnila restavracija v Greenwich Villageu. Tako Hopper kot njegova žena sta pozirala za figure, Jo Hopper pa je sliki dala naslov. Navdih za sliko je morda prišel iz kratke zgodbe Ernesta Hemingwaya »The Killers«, ki jo je Hopper zelo občudoval ali iz bolj filozofske »A Clean, Well-Lighted Place«. Razpoloženje slike je bilo včasih interpretirano kot izraz vojne tesnobe. V skladu z naslovom slike je Hopper pozneje dejal, da so Nighthawks bolj povezani z možnostjo plenilcev v noči kot z osamljenostjo.
Njegova druga najbolj prepoznavna slika po Nighthawksih je še ena urbana slika, Zgodnje nedeljsko jutro (prvotno imenovano Trgovine na sedmi aveniji), ki prikazuje prazno ulično sceno v ostri stranski svetlobi, s požarnim hidrantom in palico brivca kot stojnicami za človeške figure. Prvotno je Hopper nameraval postaviti figure v okna v zgornjem nadstropju, a jih je pustil prazna, da bi povečal občutek opustošenosti.
Hopperjevi podeželski prizori Nove Anglije, kot je Plin (1940), niso nič manj pomenljivi. Plin predstavlja »drugačno, enako čisto, dobro osvetljeno zatočišče ... ki je odprto za tiste v stiski, ko preživljajo noč in prepotujejo svoje milje, preden zaspijo.« Delo predstavlja zlitje več Hopperjevih tem: osamljena figura, melanholija mraka in samotna cesta.
Hopperjeve Sobe ob morju (1951) prikazuje odprta vrata s pogledom na ocean, brez vidne lestve ali stopnic in brez znakov plaže.
Po študentskih letih so bili Hopperjevi akti samo ženske. Za razliko od preteklih umetnikov, ki so slikali ženski akt, da bi poveličevali žensko obliko in poudarili žensko erotiko, so Hopperjevi akti samotne ženske, ki so psihološko izpostavljene. Ena drzna izjema je Girlie Show (1941), kjer rdečelasa kraljica striptiza samozavestno koraka po odru ob spremljavi glasbenikov v jami. Girlie Show je navdihnil Hopperjev obisk burleskne predstave nekaj dni prej. Hopperjeva žena mu je kot običajno pozirala za sliko in zapisala v svoj dnevnik: »Ed začenja novo platno – kraljica burleske, ki se slači – jaz pa brez šiva poziram pred štedilnikom – nič drugega kot visoko pete v loterijski plesni pozi.«
Hopperjevih portretov in avtoportretov je bilo po študentskih letih relativno malo. Izdelal je naročen 'portret' hiše, The MacArthurs' Home (1939), kjer je natančno predstavil viktorijansko arhitekturo doma igralke Helen Hayes. Kasneje je poročala: »Mislim, da v življenju nisem srečala bolj mizantropskega, čemernega posameznika.« Hopper je godrnjal skozi celoten projekt in nikoli več ni sprejel naročila. Hopper je naslikal tudi Portret Orleansa (1950), 'portret' mesta Cape Cod z glavne ulice.
Čeprav sta ga zelo zanimala ameriška državljanska vojna in fotografije bojišč Mathewa Bradyja, je Hopper naredil le dve zgodovinski sliki. Obe prikazujeta vojake na poti v Gettysburg. Redke med njegovimi temami so tudi slike, ki prikazujejo akcijo. Najboljši primer akcijskega slikarstva je Bridle Path (1939), vendar ga je Hopperjev boj s pravilno anatomijo konj morda odvrnil od podobnih poskusov.
Hopperjeva zadnja oljna slika, Dva komika (1966), naslikana eno leto pred njegovo smrtjo, se osredotoča na njegovo ljubezen do gledališča. Dva francoska pantomimika, en moški in ena ženska, oba oblečena v svetlo bele kostume, se priklonita pred zatemnjenim odrom. Jo Hopper je potrdila, da je njen mož s figurami želel nakazati, da se skupaj kot mož in žena priklanjata zadnjič v življenju.
Drugi so Hopperjeve slike pogosto videli kot pripovedne ali tematske vsebine, kar umetnik morda ni nameraval. Sliki lahko doda veliko pomena že z naslovom, vendar so naslove Hopperjevih slik včasih izbrali drugi ali pa sta jih izbrala Hopper in njegova žena na način, zaradi katerega ni jasno ali imajo kakšno resnično povezavo z umetnikovim pomenom. Na primer, Hopper je nekoč intervjuju povedal, da je »obožujem Zgodnje nedeljsko jutro... vendar ni bila nujno nedelja. Te besede se je kasneje lotil nekdo drug.«

### Mesto v ameriški umetnosti
Pri osredotočanju predvsem na mirne trenutke, zelo redko prikazovanje akcije, je Hopper uporabil obliko realizma, ki jo je prevzel še en vodilni ameriški realist, Andrew Wyeth, vendar je bila Hopperjeva tehnika popolnoma drugačna od Wyethovega sloga s hiperpodrobnostmi. V sodelovanju z nekaterimi svojimi sodobniki je Hopper svojo urbano občutljivost delil z Johnom Sloanom in Georgeom Bellowsom, vendar se je izogibal njunemu odkritemu delovanju in nasilju. Če sta Joseph Stella in Georgia O'Keeffe glamorizirala monumentalne strukture mesta, jih je Hopper zreduciral na vsakdanje geometrije in prikazal utrip mesta kot pust in nevaren, ne pa »eleganten ali zapeljiv«.
Charles Burchfield, ki ga je Hopper občudoval in s katerim so ga primerjali, je o Hopperju rekel, da »doseže tako popolno resničnost, da lahko v njegovih interpretacijah hiš in konceptov življenja v New Yorku preberete vse človeške posledice, ki jih želite.« On je Hopperjev uspeh pripisal tudi njegovemu »drznemu individualizmu... V njem smo si povrnili tisto trdno ameriško neodvisnost, ki nam jo je dal Thomas Eakins, vendar je bila za nekaj časa izgubljena.« Hopper je to štel za velik kompliment, saj je menil, da je Eakins največji ameriški slikar.
Hopperjeva raziskovalka Deborah Lyons piše: »Naši lastni trenutki razodetja se pogosto zrcalijo, transcendentno, v njegovem delu. Ko jih enkrat vidimo, Hopperjeve interpretacije obstajajo v naši zavesti skupaj z našimi lastnimi izkušnjami. Za vedno vidimo določeno vrsto hiše kot Hopperjevo hišo, morda obloženo s skrivnostjo, ki jo je Hopper vsadil v našo lastno vizijo.« Hopperjeve slike poudarjajo na videz vsakdanje in tipične prizore v našem vsakdanjem življenju in jim dajejo razlog za epifanijo. Na ta način Hopperjeva umetnost vzame grobo ameriško pokrajino in samotne bencinske črpalke ter v njih ustvari občutek lepega pričakovanja.
Čeprav ga primerjajo z njegovim sodobnikom Normanom Rockwellom glede teme, Hopperju primerjava ni bila všeč. Hopper se je imel za bolj subtilnega, manj ilustrativnega in vsekakor ne sentimentalnega. Hopper je prav tako zavrnil primerjave z Grantom Woodom in Thomasom Hartom Bentonom, rekoč: »Mislim, da so ameriški scenski slikarji karikirali Ameriko. Vedno sem si želel karikirati sam.«

## Vpliv
Hopperjeve domnevno hladne realistične slike odsevajo osamljenost človeka. Njegove teme so pogosto izolacija in omejitev posameznika. Slike prikazujejo individuuma v restavracijah, hotelskih sobah, čakalnicah ali pa na dvoriščih pred hišami. Upodobljeni ljudje so pogosto zatopljeni v melanholijo in strmijo z okna, na neko točko izven slike ali pa berejo knjigo. Pogledi prikazanih oseb so po navadi odmaknjeni drug od drugega in prikazujejo neko distanco, kljub prostorski bližini. Hopper je neprekosljiv upodabljavec brezupno tipizirane, brezimne in neznanske Amerike med obema vojnama; mestni pogledi in notranjščine z odtujenimi ljudmi, občutljivo zaznamovano svetlobo, pravokotno grajeni motivi osamljenosti s cest, iz hotelskih sob, lokalov; slike kot House by the railroad 1925 (MOMA), Nighthawks, 1942 (AIC).
Močno vzdušje njegovih slik je navdihnilo med drugim tudi filmske režiserje, kot so Alfred Hitchcock, ki je za zgled za Bates motel v svojem filmu Psycho vzel Hopperjevo sliko »House by the Railroad (1925)«. Za vzdušje v filmu Blade Runner naj bi režiser Ridley Scott uporabil Hopperjevo slik »Nighthawks« kot predlogo, poročajo člani njegove filmske ekipe. Tudi nemški režiser Wim Wenders je uporabil Edward Hopperjeva dela za predlogo in navdih za svoje filme, kot na primer »The Million Dollar Hotel«(1999) slike kot »The Morning sun«(1952) in druge.

## V popularni kulturi
Poleg njegovega vpliva se Hopper pogosto omenja v popularni kulturi.
Leta 1981 je bil Hopper's Silence, dokumentarni film Briana O'Dohertyja, ki ga je produciral Whitneyjev muzej ameriške umetnosti, prikazan na filmskem festivalu v New Yorku v dvorani Alice Tully.
Avstrijski režiser Gustav Deutsch je leta 2013 ustvaril film Shirley – Visions of Reality, ki temelji na 13 slikah Edwarda Hopperja.
Druga dela, ki temeljijo na Hopperjevih slikah ali so jih navdihnile, vključujejo album Toma Waitsa Nighthawks at the Diner iz leta 1975 in serijo fotografij Gail Albert Halaban iz leta 2012.
V knjigi (1985, 1998) in potujoči razstavi z naslovom Hopper's Places je Gail Levin poiskala in fotografirala mesta za številne Hopperjeve slike. V svoji recenziji sorodne oddaje, ki jo je organizirala Levin leta 1985, je Vivien Raynor v New York Timesu zapisala: »Odbitki gospodične Levin so vedno razsvetljujoči, ko sklepa, da je bila Hopperjeva težnja po podaljšanju struktur odraz njegove lastne visoke višine.«
Album Crush iz novovalovske skupine Orchestral Maneuvers in the Dark iz leta 1985 vsebuje umetnine, ki jih je navdihnilo več Hopperjevih slik, vključno z Early Sunday Morning, Nighthawks in Room in New York. Singel skupine iz leta 2013 Night Cafe je nastal pod vplivom Nighthawks in po imenu omenja Hopperja. Sedem njegovih slik je navedenih v besedilih.
Newyorška mestna opera je na vzhodni obali leta 2016 na Harlemskem odru priredila premiero »Hopperjeve žene« Stewarta Wallacea – komorne opere iz leta 1997 o namišljeni poroki med Edwardom Hopperjem in čenčarsko kolumnistko Heddo Hopper.
Irska pisateljica Christine Dwyer Hickey je leta 2019 izdala roman The Narrow Land, v katerem sta bila osrednja lika Edward in Jo Hopper.
Paul Weller je vključil pesem z naslovom Hopper na svoj album iz leta 2017 A Kind Revolution.

## Izbrana dela
Seznam Hopperjevih del je na 
| Naslov                                           | Medij          | Datacija | Zbirka                                     | Mere                 | Slika        |
| ------------------------------------------------ | -------------- | -------- | ------------------------------------------ | -------------------- | ------------ |
| Dekle za šivalnim strojem Girl at Sewing Machine | olje na platnu | 1921     | Thyssen-Bornemisza Museum                  | 48 cm × 46 cm        |              |
| Hiša ob železnici House by the Railroad          | olje na platnu | 1925     | Muzej moderne umetnosti (MoMA)             | 61 cm × 73,7 cm      |              |
| Avtomat                                          | olje na platnu | 1927     | Des Moines Art Center                      | 71,4 cm × 91,4 cm    |              |
| Manhattan Bridge Loop                            | olje na platnu | 1928     | Addison Gallery of American Art            | 88,9 × 152,4 cm      |              |
| Chop Suey                                        | olje na platnu | 1929     | Privatna zbirka                            | 81,3 cm × 96,5 cm    |              |
| Zgodnje nedeljsko jutro Early Sunday Morning     | olje na platnu | 1930     | Whitneyjev muzej                           | 89,4 cm × 153 cm     |              |
| Hotelska soba                                    | olje na platnu | 1931     | Thyssen-Bornemisza Museum                  | 152,4 cm × 165,7 cm  |              |
| Newyorški kino New York Movie                    | olje na platnu | 1939     | Muzej moderne umetnosti                    | 81,9 cm × 101,9 cm   |              |
| Pisarna ponoči Office at Night                   | olje na platnu | 1940     | Walker Art Center, Minneapolis             | 56,356 cm × 63,82 cm |              |
| Ponočnjaki Nighthawks                            | olje na platnu | 1942     | Umetnostni inštitut Chicago                | 84,1 cm × 152,4 cm   | Nighthawks   |
| Hotelski lobi Hotel Lobby                        | olje na platnu | 1943     | Indianapolis Museum of Art                 | 81,9 cm × 103,5 cm   | Hotel Lobby  |
| Pisarna v majhnem mestu Office in a Small City   | olje na platnu | 1953     | Metropolitanski muzej umetnosti            | 71 cm × 102 cm       |              |
| Morning Sun (Jutranje sonce)                     | olje na platnu | 1939     | Columbus Museum of Art                     | 71,5 cm × 101,9 cm   | Morning Sun  |
| Val Ground Swell                                 | olje na platnu | 1952     | National Gallery of Art, Washington, D. C. | 91,92 cm × 127,16 cm | Ground Swell |